# Applebee’s
Applebee’s Grill + Bar ist eine Restaurantkette der DineEquity Inc., Glendale (Kalifornien) mit 1787 Restaurants in 16 Ländern (Stand: Dezember 2019). Davon sind etwa 400 Restaurants firmeneigene Filialen, während die restlichen Restaurants von Franchisenehmern geführt werden.

## Geschichte

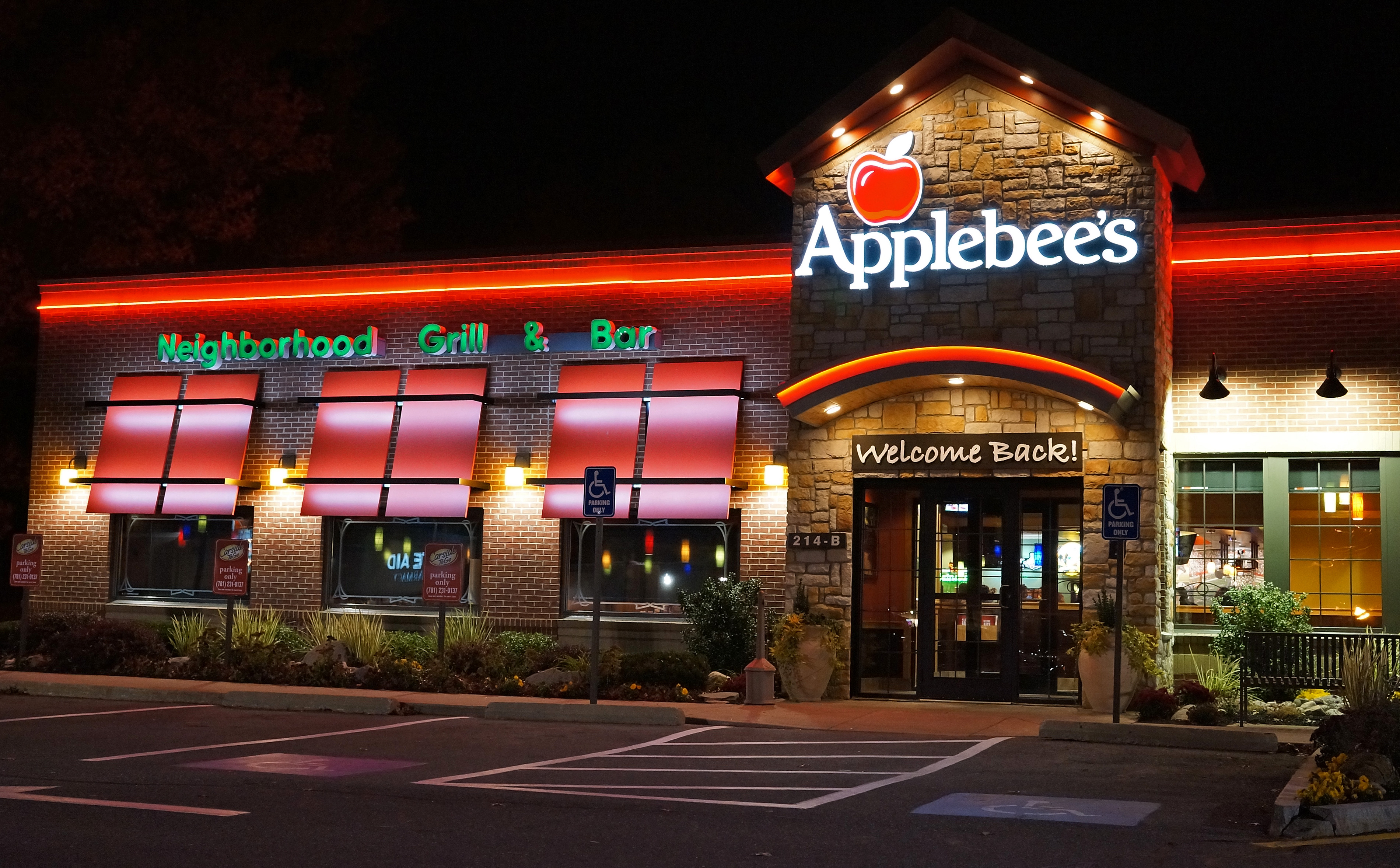
Eine Filiale von Applebee’s

Das erste Applebee’s-Restaurant wurde 1980 von Bill und TJ Palmer in Atlanta im US-Bundesstaat Georgia eröffnet. Nachdem die Palmers ihr zweites Restaurant eröffneten, verkauften sie 1983 ihre Firma an die W. R. Grace and Company. Bill Palmer blieb trotzdem Präsident des Unternehmens. 1986 wurde der Name in Applebee’s Neighborhood Grill and Bar geändert. Außerdem wurde ein Franchisesystem eingeführt. Die ersten Franchisenehmer waren Abe Gustin und John Hamra, die ein Restaurant in Kansas City eröffneten. Im Jahr 1998 eröffnete das tausendste Restaurant. 2002 folgte die eintausendfünfhundertste Filiale. Im letzten Jahr als eigenständiges Unternehmen erwirtschafteten 32.000 Mitarbeiter einen Umsatz von 1,2 Mrd. USD. 2007 wurde Applebee’s International von IHOP für 2,1 Mrd. US-Dollar (25,50 USD pro Aktie) übernommen. Die Aktien von Applebee’s wurden am 3. November 2007 aus dem NASDAQ ausgelistet. Nach der Übernahme änderte die Muttergesellschaft IHOP ihren Namen in DineEquity, die IHOP-Restaurants behielten ihren Namen.